# Grand-Millebrugghe
Le Grand-Millebrugghe est un hameau français, située dans le département du Nord. Il est à cheval sur deux communes, Armbouts-Cappel et Steene, chacune d'un côté du canal de la Haute-Colme.
Le hameau était reconnaissable à son pont-levis, qui existait déjà il y un siècle. Ce pont-levis a été détruit.

## Économie
Au début du XXe siècle, Grand-Millebrugghe comptait une distillerie, encore en activité en 1916.

## Histoire
En août 1793, Millebrugghe fut occupé un moment par des Anglais lors du siège de Dunkerque et de la Bataille de Hondschoote. Grand Millebrugghe fut également concernée par les inondations à l'eau de mer décidée par les Français dans le cadre de ce siège, inondations qui eurent lieu notamment par débordement du canal de la Haute Colme.
Pendant la Première Guerre mondiale, Grand Millebrugghe est le siège, de mai à juillet 1916, d'un commandement d'étapes, c'est-à-dire un élément de l'armée organisant le stationnement de troupes, comprenant souvent des chevaux, pendant un temps plus ou moins long, sur les communes dépendant du commandement, en arrière du front. Les communes dépendant de ce commandement d'étapes, Steene, Drincham, Brouckerque, Spycker, Armbouts-Cappel, Capelle, Crochte, Mardyck, Looberghe ont donc accueilli des troupes de passage.
Le 20 mai 1916, un ouvrier mobilisé à la distillerie de Grand-Millebrugghe a été tué dans son lit par l'explosion d'un obus de 75 qui n'a éclaté qu'en touchant le toit de la maison qu'il habitait. La gendarmerie a récupéré le culot et l'ogive. D'autres obus, au moins deux, non éclatés, sont signalés sur le territoire de Steene, ils sont activement recherchés.